# San Francisco de Sales
San Francisco de Sales, spesso semplicemente San Francisco, è un comune della Colombia facente parte del dipartimento di Cundinamarca.
Il centro abitato venne fondato da Francisco Convers nel 1857.